# Kjell Hobjer
Kjell Harry Hobjer, född 18 november 1951 i Överluleå, död 22 mars 2025 i Ronneby, var en svensk konstnär. 
Han gjorde sig mest känd för sina flertaliga målningar av "gubbar" i olika geometriska former. Han har också gjort en del offentlig utsmyckning, exempelvis väggmålningar i Kungsmarken, Karlskrona och skulpturen Gubbkvinna i Ronneby.
Hobjer föddes i Överluleå. Efter två år på barnhem och i fosterhem återförenades han med sin far 1953. Vid nio års ålder började Hobjer sin målarbana och debuterade 14 år gammal.
Han var först och främst målare, men har även experimenterat i andra material som glas och metall. Hans geometriskt mönstrade "gubbar" i gouache och filtpenna är välkända[källa behövs]. I sina verk uttrycker han människans utsatthet och riktar kritik mot dagens verklighet.
Han var större delen av sitt liv bosatt och verksam i Bräkne-Hoby i Blekinge.